# District régional de Comox-Strathcona
Pour les articles homonymes, voir Comox et Strathcona.
Le District régional de Comox-Strathcona fut un district régional de Colombie-Britannique de 1967 à 2008. Il a été aboli le 15 février 2008, et a été remplacé par deux districts distincts, Comox Valley et Strathcona.
Il était situé dans l'Ouest de la province, à moitié sur le continent et à moitié sur l'île de Vancouver. Il était entouré par le District régional de Mount Waddington et le District régional de Cariboo au nord, par l'Océan Pacifique à l'ouest, par le District régional de Squamish-Lillooet à l'est et par le District régional de Powell River et le District régional de Alberni-Clayoquot au sud. Le siège du district était situé à Courtenay.

## Villes principales
- Courtenay
- Campbell River
- Comox
- Gold River
- Tahsis
- Cumberland
- Union Bay
- Sayward

## Routes Principales
Routes principales traversant Comox-Strathcona:
- Highway 19
- Highway 28